# Rotterdam Open 2011 - Doppio in carrozzina
Il doppio in carrozzina del Rotterdam Open 2011 è stato un torneo di tennis.
Il torneo è stato vinto da Robin Ammerlaan e Stéphane Houdet.

## Tabellone

### Legenda
| - Q = Qualificato - WC = Wild card - LL = Lucky loser | - ALT = Alternate - SE = Special Exempt - PR = Protected Ranking | - w/o = Walkover - r = Ritirato - d = Squalificato |

### Round Robin
|   |                                  | Ammerlaan Houdet    | Scheffers Vink | Cattaneo Peifer | Legner Olsson       | RR V-P | Set V-P | Game V-P | Classifica |
| 1 | Robin Ammerlaan Stéphane Houdet  |                     | 7-5, 2-6, 6-3  | 6–4, 6–3        | 6–7 (4–7), 6–4, 6–1 | 3–0    | 6–2     |          | 1          |
| 2 | Maikel Scheffers Ronald Vink     | 5-7, 6-2, 3-6       |                | 6–2, 6–4        | Walk over           | 2-1    | 3–2     |          | 2          |
| 3 | Frederic Cattaneo Nicolas Peifer | 4–6, 3–6            | 2–6, 4–6       |                 |                     | 0–2    | 0–4     |          | 3          |
| 4 | Martin Legner Stefan Olsson      | 7–6 (7–4), 4–6, 1–6 |                |                 |                     | 0–1    | 1–2     | 12–18    | 4          |

La classifica viene stilata in base ai seguenti criteri: 1) Numero di vittorie; 2) Numero di partite giocate; 3) Scontri diretti (in caso di due giocatori pari merito); 4) Percentuale di set vinti o di games vinti (in caso di tre giocatori pari merito); 5) Decisione della commissione.